# Karl-Marx-Orden
Karl-Marx-Orden var den förnämsta ordensutmärkelsen i Östtyskland (DDR). I tilldelningen av orden ingick också ett pris på 20 000 östtyska mark. Orden instiftades den 5 maj 1953 med anledning av Karl Marx 135:e födelsedag och på rekommendation av DDR:s ministerråd. Det utdelades till individer, företag, organisationer och militära sammanslutningar för exceptionella meriter i förhållande till ideologi, kultur, ekonomi och andra beteckningar. Dessutom kunde medborgare från andra länder också tilldelas orden.

## Mottagare av orden
- 1953: Otto Grotewohl, Luise Kähler, Hermann Matern, Wilhelm Pieck, Wilhelm Zaisser
- 1961: Alfred Kurella
- 1962: Franz Dahlem, Herbert Warnke, Otto Winzer
- 1963: Willy Rumpf, Karl Maron
- 1965: Paul Fröhlich
- 1967: John Heartfield, Karl Mewis, Wilhelm Kling
- 1968: Roman Chwalek, Kurt Seibt, Max Burghardt
- 1969: Lotte Ulbricht, Erich Honecker, Jürgen Kuczynski, Hermann Matern, Albert Norden, Willi Stoph, Paul Verner,
- 1970: Heinz Hoffmann, Erich Mückenberger, Erwin Kramer, Bruno Apitz, Harry Tisch, Otto Braun, Max Burghardt
- 1972: Klaus Gysi, Kurt Hager, Max Fechner, Erich Honecker, Max Spangenberg
- 1973: Ernst Albert Altenkirch, Friedrich Dickel, Ernst Goldenbaum, Erich Mielke, Fred Oelßner
- 1974: Alexander Schalck-Golodkowski, Willi Stoph, Markus Wolf, Walter Arnold, Jurij Brězan, Fritz Cremer, Josip Broz Tito
- 1975: Horst Sindermann, Paul Wandel
- 1976: Luise Ermisch, Wolfgang Junker, Günter Mittag, Werner Walde, Ernst Scholz, Paul Verner
- 1977: Hilde Benjamin, Kurt Hager, Erich Honecker, Margot Honecker, Erich Mielke, Josip Broz Tito
- 1978: Werner Felfe, Hans Modrow, Joachim Herrmann, Elli Schmidt, Werner Krolikowski, Konrad Naumann
- 1979: Horst Dohlus, Johannes Chemnitzer, Gerhard Grüneberg, Heinz Keßler, Peter Edel, Klaus Fuchs
- 1980: Heinz Hoffmann, Alfred Lemmnitz, Siegfried Lorenz
- 1981: Erwin Geschonneck, Peter Florin, Albert Norden, Gerhard Schürer
- 1982: Alexander Schalck-Golodkowski, Kurt Hager, Erich Honecker, Erich Mielke, Paul Scholz
- 1983: Lotte Ulbricht, Gerhard Beil, Friedrich Dickel, Egon Krenz, Oskar Fischer, Theo Balden, Wilhelm Ehm
- 1984: Alfred Neumann, Willi Stoph, 6:e flottiljen av Volksmarine
- 1985: Horst Dohlus, Friedrich Dickel, Heinz Hoffmann, Erich Honecker, Bruno Lietz, Erich Mückenberger
- 1986: Heinrich Adameck, Günter Mittag, Gisela Glende
- 1987: Hilde Benjamin, Margot Honecker, Werner Jarowinsky, Erich Mielke, Markus Wolf
- 1988: Manfred Gerlach, Joachim Herrmann, Kurt Seibt, Nicolae Ceaușescu
- 1989: Günter Schabowski, Willi Stoph, Günther Wyschofsky, Herbert Weiz